# هوملو کپل
هوملو کپل (به هلندی: Hummelo en Keppel) یک منطقهٔ مسکونی در هلند است که در خلدرلاند واقع شده‌است. هوملو کپل ۴۳٫۱۶ کیلومتر مربع مساحت و ۴٬۵۲۸ نفر جمعیت دارد.